# Бирн, Джейсон
Джейсон Бирн (род. 23 февраля 1978 года в Дублине) — ирландский футболист, который играл на позиции нападающего. Он является вторым лучшим бомбардиром в истории Лиги Ирландии. Его двоюродный брат — лучший бомбардир сборной Ирландии, Робби Кина.

## Клубная карьера

### «Брей Уондерерс»
Бирн забил в своей первой официальной игре за «Брей Уондерерс» 16 августа 1998 года, выйдя на замену в матче Кубка ирландской лиги. Он дебютировал в Лиге Ирландии 30 августа в день открытия чемпионата сезона 1998/99. 4 сентября 1998 года Бирн забил свой первый гол в лиге в матче против «Шемрок Роверс». Его игра принесла ему премию «Игрок месяца» за первый же месяц во взрослом футболе. В том сезоне он забил семь голов в 15 матчах.
В течение следующих четырёх сезонов Бирн улучшил свою репутацию нападающего, забив 49 голов в 128 матчах лиги. Несмотря на перелом лодыжки в ноябре, он оправился и сделал дубль в кубке Ирландии 1999 года. В сезоне 2001/02 он снова начал стабильно забивать за «Брей», поразив ворота соперника 14 раз в течение сезона.

### «Шелбурн»
12 января 2003 года он подписал контракт с «Шелбурном» за 75000 евро, в апреле он забил два гола в своём дебютном матче против «Уотерфорд Юнайтед». Он внёс вклад в чемпионство «Шелбурна», забив 21 гол в первом сезоне. По итогам сезона он был признан футболистом года в Ирландии.
В 2004 году он наладил хорошее партнёрство с новичком клуба Гленом Фицпатриком и забил 25 раз в 33 матчах лиги, чем снова помог «Шелбурну» выиграть лигу.
В 2005 году он забил 30 мячей во всех соревнованиях, в том числе пять в отборочных матчах Лиги чемпионов и 22 в лиге, а также снова выиграл приз Футболист года. За это время он привлёк внимание иностранных клубов, таких как «Брайтон энд Хоув Альбион» и шведский «Юргорден». Предполагалось, что он присоединится к «Юргордену», однако клубы не смогли договориться о цене. Шведы предложили в районе 400000 евро, рекорд для игрока Лиги Ирландии. Это предложение было отклонено, потому что, по сообщениям, до 50 % суммы ушло бы в предыдущий клуб Бирна, «Брей Уондерерс».
Бирн был ключевым игроком «красных» в чемпионском сезоне 2006 года, стал лучшим бомбардиром с 15 мячами в 26 матчах лиги, включая решающий победный гол на последних минутах матча против «Дерри Сити». В итоге у него в активе было 83 гола в 122 матчах за «красных».
В Кубке Интертото 2006 года он не забил пенальти «Оденсе» и получил жёлтую карточку, его команда проиграла со счётом 3:0. В ответном матче Бирн отбывал дисквалификацию и не смог помочь клубу, который хоть и выиграл матч с минимальным счётом, но дальше не прошёл.

### «Кардифф Сити»
После того, как в «Шелбурне» начались проблемы из-за неуплаты налогов, клуб был понижен до Первого дивизиона. 17 января 2007 года Бирн подписал контракт с «Кардифф Сити» за 75000 фунтов стерлингов и забил в своём дебютном матче против «Вулверхэмптон Уондерерс», выйдя на замену на 62-й минуте. Он сыграл несколько матчей за «Кардифф» в паре с Майклом Чопрой. К концу сезона клуб потерял шансы на повышение в классе. Летом стали появляться сообщения, что «Кардифф» разорвал контракт с Бирном, даже новостной сайт Sky Sports подтвердил, что Бирн покинул клуб. Однако вскоре выяснилось, что сообщение было ложным. В начале сезона 2007/08 Бирн перестал попадать в состав из-за прибытия Робби Фаулера, Джимми Флойда Хассельбайнка и Стива Маклина, в итоге он оказался в резервной команде, где к январю стал лучшим бомбардиром.

### «Богемианс» и «Дандолк»
8 января 2008 года он присоединился к своему бывшему тренеру Пэту Фенлону и подписал трёхлетний контракт с «Богемианс» в статусе свободного агента. Бирн дебютировал за «цыган» 14 марта 2008 года, выйдя на замену в матче против «Сент-Патрикс Атлетик» и забил свой первый гол за клуб 28 марта с пенальти в игре против «Фин Харпс». Он дважды забивал в двух победных матчах против «Рила» в Кубке Интертото 2008 года. Бирн стал любимцем болельщиков, забив 10 октября в ворота «Дроэда Юнайтед», эта победа принесла клубу чемпионский титул 2008 года.
20 марта в первом матче сезона 2009 года Бирн оформил дубль в ворота «Шемрок Роверс», кроме него, в матче никто не забивал. Он демонстрировал хорошую форму в течение всего сезона, в итоге «цыгане» выиграли свой второй чемпионский титул подряд, а Бирн забил 22 раза. В частности 1 мая он сделал покер в матче против «Дандолка». Бирн был травмирован большую часть сезона 2010 года, он пытался вылечиться и восстановить форму. Несмотря на хорошую игру к концу сезона, когда он забил важный победный гол в ворота «Шемрок Роверс», его команда упустила титул чемпиона по разнице мячей. Из-за финансовых трудностей «цыган», он покинул клуб, когда его контракт истёк в кульминации сезона 2010 года.
4 декабря 2010 года Бирн вместе с товарищем по «Богемианс» Марком Квигли подписал годичный контракт с «Дандолком».

### Возвращение в «Брей Уондерерс»
24 января 2012 года Бирн присоединился к «Брей Уондерерс», подписав годичный контракт. Он вернулся в клуб, где начал свою карьеру после девятилетнего отсутствия. 30 марта он сравнялся с Пэтом Морли, забив 182 гола в Лиге Ирландии. 13 апреля Бирн стал вторым лучшим бомбардиром в истории Лиги. За свою игру в мае 2012 года он был признан игроком месяца.
8 июня 2013 года Бирн забил четыре гола в ворота ЮКД, став вторым игроком, который забил более 200 голов в Лиге Ирландии. Он также стал ведущим бомбардиром «Брей Уондерерс». Бирн стал игроком месяца в июне 2013 года. Всего он получал эту награду шесть раз, что является рекордным показателем.

### Поздняя карьера
6 января 2014 года Бирн снова присоединился к «Богемианс». Позже Бирн перешёл в команде Первого дивизиона ЮКД, где провёл один год. В январе 2017 года Бирн присоединился к другому клубу первого дивизиона, «Кабинтили». В последний день сезона, выйдя на замену, он забил гол престижа на 90-й минуте в ворота «Шелбурна», итоговый счёт — 3:1.
Он покинул «Кабинтили» в конце сезона 2017 года, положив конец своей карьере в Лиге Ирландии. За свою карьеру он забил 222 гола в лиге, став вторым рекордным бомбардиром в истории чемпионата, ему не хватило всего 13 мячей до рекорда Брендана Брэдли (235).

## Международная карьера
Благодаря хорошей форме в апреле 2004 года Бирн получил вызов в сборную Ирландии на дружеский матч с Польшей. Тренер Брайан Керр выпустил Бирна лишь на последние секунды матча. Этот шаг был негативно воспринят болельщиками «Шелбурна», у которых и до этого была сильная неприязнь к Керру как к бывшему тренеру «Сент-Патрикс Атлетик».
Несмотря на относительно плохое начало сезона 2006 года, Бирн был вызван в сборную Ирландии на встречу с Чили 24 мая 2006 года, тогда команду возглавлял Стив Стонтон. Игра была разочаровывающей для Ирландии, поскольку команда дома проиграла с минимальным счётом. Бирн, в отличие от своей предыдущей игры за сборную, получил достаточное количество игрового времени, сыграв последние 20 минут матча и создав несколько голевых моментов для своих товарищей по команде.
Стив Стонтон снова вызвал Бирна в сборную Ирландии в 2006 году за товарищеский матч с Нидерландами, но тот не смог занять своё место в команде из-за травмы.